# منه (بلژیک)
شهر منه (به فرانسوی: Manhay) در شهرستان مرش‌آن‌فمن  در استان لوکزامبورگ  در منطقه فدرال والوون در کشور بلژیک واقع شده‌است.